# Feria de Dos Hermanas
Para una información general sobre este tipo de ferias, véase Feria de Abril.
La Feria de Dos Hermanas, también conocida como Feria de mayo es una recreación en pequeña escala de la conocida Feria de abril del barrio de Los Remedios, en Sevilla, realizada en el núcleo urbano de Dos Hermanas, situado en la provincia hispalense.
Se trata de un período festivo realizado a principios o mediados del mes de mayo en un recinto compuesto por casetas y atracciones que sirven de diversión para toda la familia.

## Motivo
A diferencia de la Feria de Abril de Sevilla, que fue organizada para el comercio ambulante, generalmente de ganado, esta feria fue organizada por primera vez en 1987 única y exclusivamente para darle el uso que hubo adquirido la Feria de Sevilla entonces, un período de festejo y diversión.

## Período de celebración
La feria de Dos Hermanas se celebra cada año en el mes de mayo. Al pertenecer al grupo de las ferias de Andalucía necesita celebrarse siempre en la misma semana, aunque debido a reformas organizativas suele variar entre dos o tres semanas después de la conocida Feria de Abril.
Su inicio es marcado por lo que se conoce como Pescaíto, un acto de apertura celebrado cada miércoles de la semana de feria en el que se privatizan las casetas durante esa noche y se realiza una cena de hermanamiento para dar la bienvenida un año más a la feria. Esa misma noche tiene lugar el Alumbrao en el que, tras varias horas de oscuridad, todas las luces del recinto se encienden a la vez mientras el público responde con un aplauso.
Sin embargo, oficialmente el comienzo de la feria se considera el jueves y aunque persista hasta la madrugada del próximo lunes, el final es considerado tras el lanzamiento de los típicos Fuegos artificiales del domingo por la noche.

## Casetas
La feria cuenta con un total de 93 casetas y una amplia zona de atracciones.
Se caracteriza por ser una Feria abierta, siendo una de sus principales señas de identidad y por lo que el Ayuntamiento aconseja no restringir la entrada en las casetas a los visitantes, salvo cuando la aglomeración y otras causas así lo justifiquen: día del socio, comidas concertadas, etc.
El 56% de las casetas del recinto pertenecen a particulares, pero a pesar de ello, la feria se caracteriza por ser abierta a todo el mundo y es algo que el Área de Fiestas Mayores del Ayuntamiento insiste en seguir manteniendo.

## Atracciones
Varias veintenas de atracciones para todos los públicos son llevadas al recinto de atracciones de la feria para el uso y disfrute del pueblo. Hay atracciones de todo tipo, desde las destinadas a los más pequeños hasta las que llaman a los más atrevidos.

## Feria de 2013

### Cartel de promoción
El fallo del jurado se dio a conocer el pasado 21 de marzo resultando seleccionada por unanimidad la obra Flamenca en Rojo, de Manuel Romero Ponce, ha sido el diseño elegido del total de las quince obras presentadas al concurso de carteles de Feria. Su autor, Manuel Romero Ponce, es vecino de Mairena del Aljarafe.
El cartel muestra la imagen de una mujer vestida de gitana, con tonos rojos, marcado por las formas geométricas de cuadrados y espirales.
Su autor explica que se trata de una actualización de los carteles de siempre, al utilizar la técnica del diseño gráfico y dejar a un lado los elementos clásicos como la guitarra o las casetas. Romero apuesta más bien por figuras como el cuadrado y el círculo para plasmar los farolillos, y emplea el color rojo por su viveza sobre un fondo neutro. El autor, además, resalta la importancia de que el Ayuntamiento de Dos Hermanas haya elegido un cartel de diseño gráfico, al decantarse habitualmente las administraciones municipales por otros más tradicionales como la pintura.
Manuel Romero Ponce es vecino de Mairena del Aljarafe, graduado en Publicidad y Diseño Gráfico en la Escuela de Artes Aplicadas de Sevilla. Trabajó nueve años como dibujante, diseñador y director artístico para varias agencias de publicidad. Sus últimas exposiciones han sido una itinerante por varias ciudades Sobre cubismo, de la Obra Social Caja San Fernando; y Laika la Astronauta, en la Galería Concha Pedrosa, en Sevilla. Romero también ha diseñado los carteles anunciadores de otras ferias, como la de Mairena del Alcor, hace un par de años.
El jurado del concurso estuvo compuesto por el artista Paco Broca, profesor de pintura paisaje; Eugenia Morillas Ramírez, pintora; José Luis Olivares Arenas, director del periódico local El Nazareno; Ana Jalón García, directora del periódico local La Semana; Fran Ronquillo, de Cadena Ser; Curro Díaz y Juan Antonio Núñez Silva, asesores artísticos de la Concejalía de Fiestas y Servicios; Pedro Sánchez Núñez, Oficial Mayor Letrado y cronista del Ayuntamiento, en función de secretario del concurso; y, como presidente, el Teniente de Alcalde Delegado de Fiestas, José Román Castro.

### Novedades
La tecnología LED iluminará al completo la Feria de Dos Hermanas este año. Este año culmina el proceso de sustitución de las lámparas incandescentes por tecnología LED, que adornan los motivos ornamentales instalados en la totalidad de las calles del Real de la Feria. el proceso de sustitución por las nuevas luminarias de bajo consumo se inició en 2010. El número total de puntos LED instalados es de 398.482 y la suma de los motivos instalados en las calles de casetas, paseo de las tiendas y calles de la zona del parque de atracciones es de 127 en total. Se ha pasado de una potencia eléctrica instalada en el total de los motivos en el año 2009 de 580 kilovatios (kW) a 53 en el presente año, con un ahorro estimado de 12.648 kWh, que a precio actual de la energía eléctrica se cifra en 2.550 euros aproximadamente.

### Datos de interés
- Comienzo y fin: El miércoles 8 de mayo, a partir de las diez y media de la noche, será el tradicional alumbrado de la Feria de Dos Hermanas, que abrirá su recinto hasta el domingo 12 de mayo.

- Desde 1986: La primera Feria de Dos Hermanas se celebró en 1986 y este año se cumple su vigésimo séptimo aniversario.

- Feria de Interés Turístico de Andalucía: La Feria de Dos Hermanas fue declarada de Interés Turístico de Andalucía desde 1998. La categoría de Fiesta de Interés Turístico Andalucía es una denominación honorífica otorgada a festejos o acontecimientos que se celebran en Andalucía y que ofrecen interés real desde el punto de vista turístico.

### Corridas de toros y fuegos artificiales
Normalmente cada año la Feria es acompañada por corridas de toros realizadas en un recinto ajeno a la misma, aunque cada año el Ayuntamiento duda sobre la instalación de la plaza, en numerosas ocasiones el pueblo nazareno ha podido disfrutar de algunos espectáculos realizados por diversos toreros sevillanos. Este año el Ayuntamiento ha decidido prescindir de ello.
Cada año, desde 1986, la feria concluye con un espectáculo de fuegos artificiales ofrecidos por diferentes empresas de pirotecnia financiadas por el Ayuntamiento. Entre los años 2008 y 2009, a causa de la crisis económica, el Ayuntamiento se negó a financiar los fuegos, lo que alarmó al pueblo nazareno. Finalmente, una conocida empresa se ofreció a ocuparse de los gastos y, por suerte, se pudo despedir a la feria como siempre se hizo.

### Concurso de caballistas, coches de caballos y casetas
Cada año se realiza un concurso para elegir al mejor caballista, el mejor coche de caballo y, por supuesto, la mejor caseta. 
La madrugada del sábado en la Caseta Municipal tendrá lugar la entrega de premios a las casetas mejor exornadas, se premiará con mil euros a la mejor caseta pública y particular, además también se concederán menciones especiales a otras casetas.

### Seguridad
Según ha informado el delegado de Movilidad y Prevención, Antonio Morán, unos 800 efectivos van a velar por el buen desarrollo de la fiesta. El dispositivo que se pone en funcionamiento, por parte del Ayuntamiento, está compuesto por 100 agentes de la Policía Local, unos 70 bomberos, 126 voluntarios de Protección Civil y otros 170 de Cruz Roja, que incorpora tres ambulancias y una Unidad de Vigilancia Intensiva (UVI). A este montante se suman los servicios de grúa, los de información y notificación, así como el aparcamiento gratuito y vigilado. De otro lado, unos 40 agentes de la Policía Nacional van a trabajar en la Feria y sus alrededores durante el día, mientras que en la noche la vigilancia la hará un grupo especializado del cuerpo. La Guardia Civil, por su parte, pone en servicio a casi 20 efectivos para controlar la venta de tabaco ilegal y los productos perecederos que no cumplan con las normas alimentarias. Un dispositivo de seguridad que este año cambia de ubicación para situarse en el lado de la ronda de circunvalación, cerca de la zona de aparcamientos, con el fin de evitar los ruidos que produce estar junto a las casetas de la juventud. 

## Fuente
- Página con información sobre la Feria de Dos Hermanas

- Datos: Q16566915